# Pedregal Moctezuma 2.ª Sección
Pedregal Moctezuma 2.ª Sección es una localidad del municipio de Huimanguillo ubicado en la subregión de la Chontalpa del estado mexicano de Tabasco.

## Geografía
La localidad de Pedregal Moctezuma 2.ª Sección se sitúa en las coordenadas geográficas 17°32′43″N 93°36′47″O / 17.545278, -93.613056, a una elevación de 29 metros sobre el nivel del mar.

## Demografía
Según el Conteo de Población y Vivienda 2020, efectuado por el Instituto Nacional de Estadística y Geografía, la localidad de Pedregal Moctezuma 2.ª Sección tiene 210 habitantes, de los cuales 120 son del sexo masculino y 90 del sexo femenino. Su tasa de fecundidad es de 2.71 hijos por mujer y tiene 53 viviendas particulares habitadas.
| Gráfica de evolución demográfica de Pedregal Moctezuma 2.ª Sección entre 1990 y 2020 |
|                                                                                      |
| INEGI.                                                                               |